# 横浜康継
横浜 康継（よこはま やすつぐ、1935年6月2日 - 2018年8月13日）は、日本の海藻学者、元筑波大学教授。

## 略歴
東京府（現東京都足立区）出身。1958年東京教育大学理学部植物学科卒。1964年同大学院博士課程修了、「光発芽種子の光要求性に関する変異の解析」で理学博士。1965年東京教育大理学部附属臨海実験所助手、1972年講師、1975年助教授、1976年筑波大学下田臨海実験センター助教授、教授、2001年定年退官、志津川町自然環境活用センター、南三陸町自然環境活用センター研究員。潜水士。2011年海洋立国推進功労者表彰(内閣総理大臣賞)を受賞。 

## 著書
- 『海藻の謎 緑への道』 (環境と人間の科学) 三省堂 1982
- 『海の中の森の生態 海藻の世界をさぐる』 (ブルーバックス)講談社 1985
- 『海藻はふしぎの国の草や木』 (たくさんのふしぎ傑作集)三芳悌吉絵 福音館書店 1998
- 『海の森の物語』新潮選書 2001
- 『自分さがしの自然観察 私たちはなぜ生きている? 南三陸町からのメッセージ』生物研究社 2011
- 『海藻ハンドブック』文一総合出版 2013
- 『なぜ昆布は死んでからダシが出るのか』Impress Business Development LLC（電子出版）2013

### 共著
- 『日本の海』 (日本列島の健康診断) 目崎茂和共著 草土文化 1993
- 『海藻おしば カラフルな色彩の謎』野田三千代共著 海游舎 1996
- 『まるいはマリモ』阿寒マリモ自然誌研究会著 福音館書店 たくさんのふしぎ 1996
- 『海藻おしばを楽しむ 海からの贈り物』野田三千代共著 日本ヴォーグ社 1998
- 『野菜と果物』板木利隆,畑中喜秋,三輪正幸,吹春俊光, 監修・執筆. 小学館の図鑑NEO 2013

## 論文
- <横浜康継